# Feuerland (Berlin)
Als Feuerland bezeichnete der Volksmund Mitte des 19. Jahrhunderts die industrielle Keimzelle Berlins. Sie lag in der Oranienburger Vorstadt im heutigen Ortsteil Mitte.

## Geschichte
In der Gegend nordöstlich des Oranienburger Tores, zwischen der Chausseestraße, der Berliner Zollmauer (entlang der heutigen Torstraße), der Gartenstraße und der Liesenstraße siedelten sich Anfang des 19. Jahrhunderts viele Betriebe der aufstrebenden Metallindustrie, besonders des Maschinenbaus an.

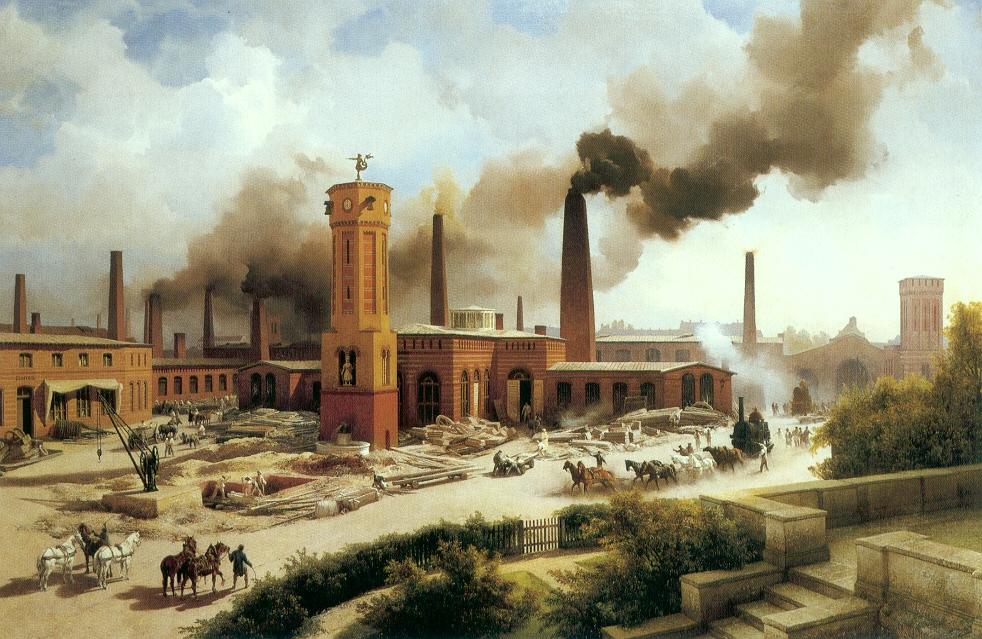
Borsigs Maschinenbau-Anstalt an der Chausseestraße, Gemälde von Karl Eduard Biermann, 1847

- Im Jahr 1804 nahm die Königlich Preußische Eisengießerei in der Invalidenstraße unweit des späteren „Feuerland“ ihre Produktion auf.
- 1826 siedelte sich Franz Anton Egells mit seiner Eisengießerei und Maschinenbauanstalt in der Chausseestraße 2–4 an, später erweitert auf 5/6.
- 1837 gingen die Werkstätten von August Borsig in der Chausseestraße 1 (und Torstraße 46–52) in Betrieb.
- 1839 begann Friedrich Adolf Pflug in der Chausseestraße 7–9.
- 1842 eröffnete Johann Friedrich Ludwig Wöhlert eine „Eisengießerei und Maschinenbauanstalt“ in der Chausseestraße 29.
- 1852 folgte die „Eisengießerei und Maschinenfabrik“ von Louis Schwartzkopff.

1847 waren auf diesem eng begrenzten Gebiet 33 metallverarbeitende Betriebe mit über 3000 Beschäftigten ansässig.
Gegen Ende des 19. Jahrhunderts stellen die schwerindustriellen Betriebe ihre Produktion ein oder zogen aus dem beengten Gebiet bis in die 1880er Jahre an den damaligen Stadtrand, zunächst nach Gesundbrunnen und Moabit, in einer zweiten Welle nach 1900 weiter nach Spandau oder Reinickendorf (Borsigwalde). 
Heute erinnern Straßennamen wie Borsigstraße, Pflugstraße, Schwartzkopffstraße und Wöhlertstraße sowie einzelne verbliebene Gebäude an diese Zeit. Eine Informationstafel an der Chaussee-Ecke Tieckstraße ist dem Feuerland gewidmet. Der Name Feuerland wird heute weiter genutzt, u. a. die Feuerlandhöfe und die Feuerland-Apotheke in der Chausseestraße führen ihn heute.

## Bezeichnung
Der Publizist Robert Springer belegt die Bezeichnung 1854 in der Zeitschrift Die Gartenlaube: „Das originellste Gepräge aber erhält dieser Stadttheil durch die Menge der Fabriken, fast ausschließlich Maschinenwerkstätten und Metallgießereien. Wohin man das Auge richtet, erblickt man thurmhohe, zugespitzte Schornsteine; ein weites Gebiet, bedeckt mit Obelisken, die der Pharao der Industrie erbauet hat. Der berliner Volkswitz nennt daher diese Gegend das „Feuerland,“ denn jene Essen sprühen Funken und athmen schwarzen Rauch aus, wie die Feuerstätten des Vulkans.“
Von der Oranienburger Vorstadt sind weitere, weniger volkstümliche Bezeichnungen bekannt. Im Berliner Volks-Kalender von 1855 hieß sie „Birmingham der Mark“, nach der englischen Industriestadt. Überliefert ist auch „Schmiede des Cyclop“; die mythischen Kyklopen schmiedeten Waffen im Inneren von Vulkanen.